# Кукла с миллионами (фильм)
«Кукла с миллионами» — советский немой фильм-комедия режиссёра Сергея Комарова, снятый в 1928 году на студии «Межрабпомфильм» . Премьера состоялась 25 декабря 1928 года.

## Сюжет

Два авантюриста — Поль и Пьер Кузинэ, пытаются получить богатое наследство — акции «Трипполи-канала», которое умершая парижанка-миллионерша мадам Колли, завещала племяннице Марусе Ивановой, проживающей в Москве. Единственная зацепка — родимое пятно на плече Маруси. Пьер и Поль отправляются в Москву за богатой добычей…

## В ролях
- Игорь Ильинский — Поль Кузинэ
- Владимир Фогель — Пьер Кузинэ
- Ада Войцик — Маруся Иванова
- Галина Кравченко — балерина Бланш
- Владимир Чувелёв,
- Сергей Комаров,
- П. Полторацкий,
- Александр Громов — молодой человек.